# RTL Zvijezde
RTL Zvijezde hrvatska je televizijska pjevačka emisija. Nastala je prema originalnoj srpskoj verziji talent showa Pinkove zvezde. Emisija prati natjecatelje koji svojim pjevačkim talentom nastoje osvojiti titulu pobjednika te novčanu nagradu od 100 tisuća kuna. 
Emisija je iznjedrila tri sezone, prikazivavši se na RTL-u od 2017 do 2019. godine. 

## Pregled emisije
| Sezona | Sezona | Epizode | Epizode | Originalno emitiranje | Originalno emitiranje | Pobjednik              |
| Sezona | Sezona | Epizode | Epizode | Premijera             | Finale                | Pobjednik              |
| ------ | ------ | ------- | ------- | --------------------- | --------------------- | ---------------------- |
|        | 1.     | 20      | 20      | 8. svibnja 2017.      | 8. lipnja 2017.       | Jessica Atlić McColgan |
|        | 2.     | 14      | 14      | 13. listopada 2018.   | 21. prosinca 2018.    | Ilma Karahmet          |
|        | 3.     | 8       | 8       | 4. svibnja 2019.      | 22. lipnja 2019.      | Armin Malikić          |

### Prva sezona (2017.)
Pobjednica prve sezone showa je Jessica Atlić McColgan.
Voditeljica emisije u prvoj sezoni bila je Antonija Blaće. Žiri su činili Tony Cetinski, Massimo Savić, Goran Lisica - Fox, Mirela Priselac - Remi i Maja Bajamić

### Druga sezona (2018.)
Petra Dugandžić bila je voditeljica druge sezone. Članovi žirija bili su Tonči Huljić (predsjednik žirija), Jacques Houdek, Nina Badrić , Petar Grašo i Andrea Andrassy kao glas naroda.
Pobjednica druge sezone showa je Ilma Karahmet, mentora Jacquesa Houdeka. Treće mjesto osvojila je Lorena Bućan.

### Treća sezona (2019.)
U prosincu 2018. godine, završetkom druge sezone, otvorene su prijave za novu, treću sezonu showa RTL Zvijezde 3: ljetni hit te s emitiranjem započinje 4. svibnja 2019. godine. Cijela sezona sadrži 8 epizoda. Voditeljica emisije u trećoj sezoni bila je Antonija Blaće. Žir su činili: Tonči Huljić (predsjednik žirija), Petar Grašo, Nina Badrić, Andrea Andrassy (glas naroda) i Branko Đurić Đuro.
Pobjednik treće sezone showa je Armin Malikić.

## Vanjske poveznice
- Službena stranica  Arhivirana inačica izvorne stranice od 25. studenoga 2018. (Wayback Machine)
- Videoarhiva emisija  Arhivirana inačica izvorne stranice od 25. studenoga 2018. (Wayback Machine)
- Službena Facebook stranica